# 嘉納治五郎記念ウラジオストク日露ジュニア柔道交流大会
嘉納治五郎記念ウラジオストク日露ジュニア柔道交流大会はロシアのウラジオストクで開催された柔道のジュニア国際大会。柔道の創始者である嘉納治五郎の名が冠せられることになった。

## 概要
第1回大会は2017年9月6日から7日の2日間にわたって、日本国総理大臣の安倍晋三とロシア連邦大統領のウラジーミル・プーチンの合意の下、東方経済フォーラムに合わせてフェティソフ・アリーナで開催された。大会組織委員会の名誉会長を元総理大臣の森喜朗、大会組織委員会会長をロシア連邦副首相兼極東連邦管区大統領全権代表のユーリ・トルトネフ、大会組織委員会日本側代表を全柔連会長の山下泰裕、大会組織委員会ロシア側代表をロシア柔道連盟会長のワシリー・アニシモフがそれぞれ務めた。また、今大会はIJF会長のマリウス・ビゼールにより、IJF公認大会に位置付けられた。そのため、審判員も一線級が派遣された。今大会に参加資格を有するのは2017年12月31日時点で15歳以上21歳未満の選手。男女各8階級に日本およびロシア両国からそれぞれ4名がエントリーした。さらに、モンゴルからも各階級に1名がゲストとして参加した。男女の最優秀選手各1名には山下泰裕特別賞が授与された。なお、2日目の決勝ラウンドは安倍晋三とウラジーミル・プーチン及びモンゴルの大統領でモンゴル柔道連盟会長でもあるハルトマーギーン・バトトルガが観戦した。さらには、IJF会長のマリウス・ビゼール、講道館館長の上村春樹、全柔連会長の山下泰裕、ヨーロッパ柔道連盟会長のセルゲイ・ソロベイチック、ロシア柔道代表チームゼネラルマネージャーのエツィオ・ガンバ、ロンドンオリンピック60kg級金メダリストのアルセン・ガルスチャン、73kg級金メダリストのマンスール・イサエフ、100kg級金メダリストのタギル・ハイブラエフおよびグレコローマンレスリングのオリンピック130kg級で3連覇したアレクサンドル・カレリンなど錚々たるメンバーも会場に陣取った。また、首脳会談の席上では安倍が嘉納治五郎の認めた「精力善用」の書を贈呈すると、プーチンは返答として安倍に名刀村正の短刀とティーカップを贈った。。
第2回大会は2018年9月12日に開催された。前回は個人戦だったが、今回は男女混合団体戦が実施された。日本とロシアの他に中国、韓国、モンゴルも今大会に参加した。決勝は日本対ロシアとなり、8－8と勝ち数で並んだために90kg超級の選手による代表戦が行われて、イオシフ・シミンが相馬勇紀を腕挫十字固で破ってロシアの優勝となった。今大会も前回と同じく、ウラジオストクで開催された東方経済フォーラムに出席していた安倍晋三、ウラジーミル・プーチン、モンゴルの大統領であるハルトマーギーン・バトトルガが決勝の模様を観戦した。また、IJF会長のマリウス・ビゼールと全柔連会長の山下泰裕、オリンピックチャンピオンのアルセン・ガルスチャン、マンスール・イサエフ、タギル・ハイブラエフ、アレクサンドル・カレリンに加えて、元世界チャンピオンのイワン・ニフォントフなども観戦に訪れた。
第3回大会は2019年9月5日に開催された。初参加のインドを含めて6か国が参加した。今回は男女の団体戦(男子は50kg級、55kg級、66kg級、73kg級、90kg級、女子は40kg級、44kg級、52kg級、57kg級、70kg級)及び男女混合団体戦(男子は60kg級、81kg級、81kg超級、女子は48kg級、63kg級、63kg超級)が実施された。男子団体はロシア、女子団体はモンゴル、男女混合団体は日本がそれぞれ優勝した。それらの結果から総合成績が割り出されて、ロシアとモンゴルが同点優勝、3位は日本チームとなった。今大会もまた、ウラジオストクで開催された東方経済フォーラムに出席していた安倍晋三、ウラジーミル・プーチン、ハルトマーギーン・バトトルガ及びインドの首相であるナレンドラ・モディなどが、男子団体決勝のロシア対モンゴル戦の模様を観戦した。また、IJF会長のマリウス・ビゼール、オリンピックチャンピオの山下泰裕、アルセン・ガルスチャン、マンスール・イサエフ、タギル・ハイブラエフ及びジュゼッペ・マッダローニなども観戦に訪れた。

## 大会結果

### 男子
| 階級        | 金                     | 銀                             | 銅                                        |
| ----------- | ---------------------- | ------------------------------ | ----------------------------------------- |
| 55kg以下級  | ムラド・ミルザジャノフ | シャフゾド・アモノフ           | 松浦拓年 エフゲニー・エレミン             |
| 60kg以下級  | 上領教史郎             | コンスタンチン・シメオニディス | 松村将樹 木村祐太                         |
| 66kg以下級  | アユーブ・ハジャリエフ | 湯本崚真                       | 片山航希 マフマトベク・マフマトベコフ     |
| 73kg以下級  | 島田隆志郎             | 大野晃生                       | アルメン・アガイアン セバク・パピキャン   |
| 81kg以下級  | フアド・ハスプラドフ   | アラム・グリゴリャン           | 焼谷風太 パベル・ベルリン                 |
| 90kg以下級  | 阿部拓馬               | 深山将剛                       | ロマン・ドントコフ ジャファル・コストエフ |
| 100kg以下級 | 飯田健太郎             | ハンガル・オドバータル         | 空辰乃輔 デニス・バカノフ                 |
| 100kg超級   | 太田彪雅               | アレクサンドル・アントノフ     | 高木一石 星野太駆                         |

### 女子
| 階級       | 金       | 銀                       | 銅                                    |
| ---------- | -------- | ------------------------ | ------------------------------------- |
| 44kg以下級 | 山成映実 | 谷崎未緒                 | 桑田藍菜 アナスタシヤ・クテリナ       |
| 48kg以下級 | 和田君華 | 中馬梨歩                 | 常見海琴 渡邉愛子                     |
| 52kg以下級 | 阿部詩   | 古川榛花                 | 島谷真央 ダリヤ・グリバノワ           |
| 57kg以下級 | 古野彩佳 | アナスタシヤ・クニアエワ | 岡田恵里佳 アルタンツェツェグ・バツフ |
| 63kg以下級 | 渡邉聖子 | 都留麻瑞                 | 小山遥佳 富菜月                       |
| 70kg以下級 | 多田純菜 | 野澤知莉                 | 坂田愛里 松本りづ                     |
| 78kg以下級 | 田中伶奈 | 伊藤七海                 | 三浦玲那 マディナ・カイシノワ         |
| 78kg超級   | 素根輝   | 渡辺心実                 | 米川明穂 奥本華月                     |

### 男女混合団体戦(2018年)
| 開催年 | 優勝 | 2位 | 3位 |
| 2018年 | ロシア アナスタシア・キセラル ダニラ・コルチェムキン グラフィラ・ボリソワ ウラジスラフ・トルマコフ イレーナ・フブロワ アブムスリム・パルチエフ リリア・ヌガエワ アブレク・ナグチェフ クセニア・ガリツカイア イゴール・タルニン ナタリア・エルキナ ダニル・ウマロフ ダリア・カリアキナ エフゲニー・ゲルブゾメル アナスタシア・ホロディリナ イオシフ・シミン | 日本 松永舞乃 中川悠良 濵口結実 佐藤尚貴 稲垣若菜 高田顕矢 畠山瑠唯 吉岡正晃 五十嵐日菜 秋山将大 渋谷萌々音 大本真琴 戸高淳之介 田井知亜季 相馬勇紀 | 韓国 ド・ミンジェ ファン・エジン キム・ソンヒョン キム・ボミン キム・ミョンギン イ・ドヒョン アン・ジェホン ヘ・スルミ イ・ウンキュル キム・エラム イ・ギョンホ チェ・ジウォン チョン・インソン コ・カヨン パク・ドンウク |

### 団体総合成績(2019年)
| 開催年 | 優勝 | 優勝 | 3位 |
| 2019年 | ロシア アリナ・ラザレワ セルゲイ・マストリコフ ダリア・ザハロワ アンドレイ・ドルゴフ アイナ・モイセーワ アンダルベク・アルスヌカエフ リリア・ヌガエワ アブレク・ナグチェフ クセニア・ガリツカヤ サイハン・シャビハノフ イアナ・ラドチェンコ グレブ・ザムコボイ エリザベータ・ポストニコワ ジャバド・グセイノフ オルガ・ミヘーワ アフメド・マゴマドフ | モンゴル ゲレルザヤ・ナンディンツェツェグ ニャムスレン・メンドサイハン アマルサナー・ニャムヒシグ ホロルスレン・バツェンゲル デルゲルサイハン・サランツヤ バヤンボルド・エルデネオチル オトゴンジャルガル・サランツヤ ルハグバスレン・ミャグマスレン トムルサナー・レンチンドルジ ツェレン・ムングンツヤ オトゴンバータル・ゾルバヤル ツブシンツグス・ナムーナー ゴンチグスレン・バトゾリグ オトゴンバヤル・フスレン ジャルガルバータル・バザルガリド | 日本 斎藤凜 天野あいる 橋上葵 顕徳海利 中馬優衣 坪根和海 福田大和 杉山月琉 朝田隼 石岡来望 中矢琉斗 辻ななる 中山康 新井万央 野村陽光 |

### 各国メダル数
| 順 | 国・地域 | 金 | 銀 | 銅 | 計 |
| -- | -------- | -- | -- | -- | -- |
| 1  | 日本     | 13 | 11 | 23 | 47 |
| 2  | ロシア   | 5  | 5  | 11 | 21 |
| 3  | モンゴル | 1  | 1  | 1  | 3  |
| 4  | 韓国     | 0  | 0  | 1  | 1  |

## 外部サイト
- Jigoro Kano International Judo Tournament